# Halebidu
Halebidu (IAST: Haḷēbīḍ, dobesedno »stara prestolnica, mesto, tabor« ali »razrušeno mesto«) je mesto v okrožju Hasan v Karnataki v Indiji. Halebidu, zgodovinsko znan kot Dvarasamudra (tudi Dorasamudra), je postal kraljevska prestolnica imperija Hojsala v 11. stoletju. V moderni literaturi se včasih imenuje Halebeedu ali Halebid kot fonetični ekvivalent, lokalno ime, potem ko je bilo poškodovano in zapuščeno, ko so ga sile Delhijskega sultanata v 14. stoletju dvakrat oropali in uničili.
Halebidu je dom nekaterih najboljših primerov hindujskih in džainističnih templjev z arhitekturo Hojsala. Te prikazujejo širino tradicij hindujskih umetnin – Šiva, Višnu, Devi in vedska božanstva – združena v isti tempeljski kompleks, upodobljen z raznolikostjo regionalne dediščine, skupaj z napisi v pisavah iz južne in severne Indije. Hindujski templji vključujejo reliefe Džaina na svoji plošči. Podobno umetniško delo vključuje različne Tirthankare in Sarasvati znotraj svoje mandape. Najbolj opazni med spomeniki Halebiduja so okrašeni tempelj Hojsalešvara, tempelj Kedarešvara, templji Džaina Basadi, pa tudi stopničasti vodnjak Hulikere (kaljani). Ta mesta so med seboj oddaljena en kilometer. Tempelj Hojsalešvara ostaja edini ohranjeni spomenik v Halebiduju.

## Lokacija
Halebidu je s cesto povezan s Hasanom na SH-21 (30 km), Misorejem (150 km) in Mangalorejem na NH-73 (184 km). Je približno 15 kilometrov od Belurja, drugega mesta, znanega po zapleteno izrezljanih templjih iz obdobja Hojsala.

## Zgodovina
Halebidu je sredi doline vzhodno od Zahodnih Gatov. Obdajajo ga nizko ležeče gore, balvani in sezonske reke. Ta dolina je dobro povezana s severno Karnatako, zahodnim Andra Pradešem in severnim Tamil Nadujem. Okoli te regije je med 10. in 14. stoletjem na oblast prišla dinastija Hojsaḷa, katere zgodovina je nejasna. Po lastnih napisih iz 11. in 12. stoletja so bili potomci korenin Krišna-Baladeva in Jadavov iz Maharaštre. Poročila sta se v hindujsko dinastijo Kaljana Čalukja, znano po templju in umetniški tradiciji. Nekateri zgodovinarji so dvomili o zanesljivosti teh napisov kot o morebitni mitozgodovini, ki domnevajo, da so bili Hojsali lokalna hindujska družina – hribovski poglavar iz Zahodnih Gatov, ki so se ga spominjali po tem, da je ubil tigra ali leva, ki so ga zasegli in sčasoma razširili njihova moč od 10. stoletja.
Halebidu so na novo zgradili v bližini velikega rezervoarja zgodnji kralji Hojsala s podporo svojih guvernerjev, trgovcev in obrtnikov. Zelo so izkopali in razširili rezervoar Dorasamudra. Večji in spektakularno izrezljani hindujski in džainistični templji so bili dokončani že v 12. stoletju. Okoli mesta je bilo obzidje, ki je na splošno zarisovalo zaokroženo kvadratasto območje s povprečnim razponom 2,25 kilometra. V notranjosti so bili štirje večji vodni rezervoarji in številni manjši javni rezervoarji za vodo. Mestno življenje, glavni templji in ceste so bili osredotočeni v bližini vodnega rezervoarja Dorasamudra. V mestu je več deset templjev, od katerih je ohranjen le majhen sklop. Trije sklopi templjev – Hojsalešvara (dvojni tempelj), Džain Basadi (trije templji) in Kedarešvara (en tempelj) – so bili največji, bolj prefinjeni v svoji arhitekturi in umetninah, medtem ko so bili ostali preprostejši.
Takoj zahodno od glavnih hindujskih in džainističnih templjev je bila palača Hojsala. Ta palača se je raztezala proti jugu do Bene Guda ('masleni hrib'). Palača je bila popolnoma uničena in je izginila, del pa je izgubljen v gomilah in drobcih, najdenih v bližini Bene Guda. Zahodno od palače je bila še ena skupina hindujskih in džainističnih templjev – mesto Nagarešvara, prav tako uničeno, katerega ruševine so našli v gomilah. Severno od prvotnega mesta Hojsala sta bila tempelj Sarasvati in tempelj Krišne, oba prav tako uničena in večinoma izgubljena. Proti središču in južno od starega mesta sta bila tempelj Hucesvara in tempelj Rudresvara, o čemer pričajo napisi in odkrite ruševine. V severovzhodnem delu so ohranjeni štirje templji – Gudlesvara, Virabhadra, Kumbalesvara in Ranganatha. Zahodni del utrjenega dela in onkraj utrdbe so bile zgodovinske kmetije, ki so hranile prebivalstvo prestolnice Dorasamudra. Ceste so prestolnico Hojsala povezovale z drugimi večjimi mesti in romarskimi kraji, kot sta Belur in Pušpagiri. Številni napisi iz obdobja od sredine 10. stoletja do zgodnjega 13. stoletja potrjujejo pomen Dorasamudre za različne kralje Hojsala.
Po prvi invaziji in uničenju Dorasamudre v 14. stoletju napisi kažejo, da so bili poskusi popraviti templje, palačo in infrastrukturo v Dorasamudri. Kot pogoj za konec invazije je Malik Kafur iz Delhijskega sultanata od kralja Ballala zahteval, da sprejme suvereniteto Khaldžija, plača davek in zagotovi logistično podporo sultanskim silam, ki so želele napadati in izropati legendarno bogastvo v prestolnici Pandja v Maduraju v Tamil Naduju. Dodatni valovi uničevalnih vojn in plena iz sultanatov so končali kraljestvo Hojsala in blaginjo Dorasamudre kot glavnega mesta. Skoraj 300 let Dorasamudra ni videla novih napisov ali dokazov o politični ali gospodarski blaginji. Napis iz obdobja Najaka v Belurju iz sredine 17. stoletja postane prvi, ki omenja Halebidu. Medtem so preživele hindujske in džainistične skupnosti še naprej podpirale in popravljale templje z dokazi o živih templjih v današnjem severnem delu Halibiduja.

### Spomeniki
Glavni zgodovinski spomeniki v Halebidu vključujejo:
- Tempelj Hojsalešvara – največji in najbolj dovršen tempelj dvojček, posvečen Šivi, z velikim prikazom reliefov šivaizma, vaišnavizma, šaktizma in vedskih legend.
- Džainistični templji, Halebidu – trije veliki templji v vrsti, blizu Hojsalešvara, posvečeni Paršvanatha, Šantinatha in Adinatha džainizma, veliki monolitni kipi Džina in zapleteno izrezljan Sarasvati
- Tempelj Kedarešvara, Halebidu – tempelj treh svetišč, posvečen Šivi, tudi z galaksijo reliefov šivaizma, vaišnavizma, šaktizma in vedskih legend.
- Severna skupina zgodovinskih hindujskih in džainističnih templjev – veliko enostavnejša arhitektura in omejena umetniška dela, vendar živi templji z ruševinami, ki jih je odkrila lokalna skupnost; med njimi so templji Gudlešvara, Virabhadra, Kumbalešvara in Ranganatha.
- Nagarešvara in arheološko najdišče palače – gomile in ruševine; izkopavanja nekaj gomil so odkrila strukture hindujskih in džainističnih templjev, idole in raztresene dele
- Stopničasti vodnjak Hulikere – eden najbolj izpopolnjenih stopničastih vodnjakov iz 12. stoletja v južni Karnataki, ponazarja javno vodno infrastrukturo v nekdanji prestolnici Hojsala
- Muzej – park in v bližini templja Hojsalešvara

## Bližnji spomeniki
- Tempelj Čenakešava, Belur: 16 km od Halebiduja je bil Belur prva prestolnica Hojsala. Tempelj Čenakešava je največji kompleks hindujskih templjev s tradicijo Karnata pred 14. stoletjem, ki je preživel v moderni dobi.
- Tempelj Bucesvara, Koravangala – tempelj dvojček v bližini mesta Hasan, ki sintetizira tradicije hindujske arhitekture pred Hojsalo, vključuje umetniška dela vseh treh glavnih hindujskih tradicij
- Tempeljski kompleks Nagešvara-Čenakešava, Mosale – še en večji tempeljski kompleks v bližini mesta Hasan, ki skupaj predstavlja šivaistično in vaišnavsko tradicijo
- Tempelj Veera Narajana, Belavadi – glavni kompleks treh svetišč, približno 25 kilometrov od Belurja, s čudovitimi rezbarijami, ohranjeno nadgradnjo Vesare in galaksijo umetnin iz vseh hindujskih tradicij
- Tempelj Lakšminarasimha, Džavagal – trojno svetišče iz 13. stoletja, z galaksijo umetniških del iz vseh hindujskih tradicij; Arhitektura Vesara, kjer edikula na zunanjih stenah prikazuje številne glavne različice slogov Dravida in Nagara šikare; je približno 25 kilometrov severovzhodno od Belurja.
- Tempelj Lakšminarasimha, Haranhali – še eno trojno svetišče iz 13. stoletja, hindujski tempelj, s kompleksno dvonadstropno arhitekturo Vesara, posvečeno Višnujevim avatarjem, vendar vključuje glavne reliefe šaivizma in šaktizma; približno 45 kilometrov severovzhodno od Belurja.
- Tempelj Išvara, Arasikere – hindujski tempelj v arhitekturi Vesara in Hojsala za Šivo, ki ponazarja hindujsko arhitekturo v slogu kupole za mandapo, zgrajeno približno sto let pred prvo invazijo na Delhijski sultanat in začetkom dekanske različice indo-islamske arhitekture. Je približno 60 kilometrov vzhodno od Belurja.
- Tempelj Lakšmi Devi, Dodagadavali – eden najzgodnejših templjev Hojsala, štiri svetišča in lepo izrezljana
- Šravanabelagola, Čanarajapatna: velika skupina številnih džainističnih in hindujskih spomenikov; je približno 75 kilometrov jugovzhodno od Belurja ob nacionalni cesti 75, enega najpomembnejših romarskih krajev digambarskega džainizma v južni Indiji.
- Skupina templjev Nugehali – približno 80 kilometrov vzhodno od Belurja, z domiselno strukturo, zaradi katere so tri svetišča od zunaj videti kot eno svetišče; arhitektura Vesara iz 13. stoletja
- Tempelj Kesava, Somanathapura: je približno 180 kilometrov jugovzhodno od Belurja, drugega mesta velikega templja Hojsala iz 13. stoletja in umetnosti, posvečenih Krišni in drugim oblikam Višnuja.

## Galerija
- Tempelj Hojsalešvara, Halebidu – najbolj raziskan tempelj v mestu
- Tempelj Hojsalešvara
- Eden od treh glavnih jainističnih templjev, Halebidu
- Tempelj Kedarešvara
- Tloris templja Hojsalešvara – templja dvojčka
- Monolit Bahubali v Halebidu
- Ganešov relief v parku
- Eden od dveh glavnih Nandijev
- Napisi v različnih indijskih pisavah